# Money in the Pocket (Joe Zawinul)
| Recensione | Giudizio |
| ---------- | -------- |
| AllMusic   | [ 1 ]    |

Money in the Pocket è un album discografico del pianista jazz Joe Zawinul, pubblicato dalla casa discografica Atlantic Records nell'aprile del 1966.

## Tracce
Lato A
1. Money in the Pocket – 4:46 (Joe Zawinul)
2. If – 3:56 (Joe Henderson)
3. My One and Only Love – 3:50 (Guy Wood, Robert Mellin)
4. Midnight Mood – 6:05 (Joe Zawinul)

Lato B
1. Some More of Dat – 6:00 (Sam Jones)
2. Sharon's Waltz – 5:03 (Rudy Stephenson)
3. Riverbed – 5:08 (Joe Zawinul)
4. Del Sasser – 4:45 (Sam Jones)

## Musicisti
Money in the Pocket
- Joe Zawinul - pianoforte
- Blue Mitchell - tromba
- Clifford Jordan - sassofono tenore
- Bob Cranshaw - contrabbasso
- Roy McCurdy - batteria

If / Midnight Mood / Some More of Dat / Riverbed
- Joe Zawinul - pianoforte
- Blue Mitchell - tromba
- Joe Henderson - sassofono tenore
- Pepper Adams - sassofono baritono
- Sam Jones - contrabbasso
- Louis Hayes - batteria

My One and Only Love
- Joe Zawinul - pianoforte (solo)

Sharon's Waltz / Del Sasser
- Joe Zawinul - pianoforte
- Sam Jones - contrabbasso
- Louis Hayes - batteria

Note aggiuntive
- Joel Dorn - supervisore, produttore
- Registrato il 7 febbraio 1966 a New York
- Phil Iehle - ingegnere delle registrazioni
- Fuentes/McCann - copertina album
- Julian Cannonball Adderley - note di retrocopertina LP[3]